# Niedrigbett
In der häuslichen und stationären Pflege wird mit dem Begriff Niedrigbett (auch: Niedrigpflegebett, Niederflurbett, Niederbett oder Down-Floor-Bett) ein Bett bezeichnet, dessen Liegefläche sich auf eine Höhe von 20 bis 25 cm absenken lässt. Maßgebend ist dabei der Abstand vom Boden zur Oberkante der Liegefläche ohne Matratze. Niedrigbetten stellen im Vergleich zu Standardpflegebetten (niedrigst einstellbare Höhe ca. 40 cm) eine eigenständige Bettenkategorie dar.

## Funktion
Niedrigpflegebetten bieten den gleichen Funktionsumfang wie Standardpflegebetten und unterliegen den gleichen Bestimmungen und Verordnungen wie z. B. dem SGB XI, SGB V und der Norm EN 60601-2-52. Die Liegeflächen von Niedrigpflegebetten sind wie bei Standardpflegebetten mehrfach verstellbar und ermöglichen sitzende Positionen und therapeutische Liegepositionen wie Herz- oder Trendelenburg-Lagerung. Für ergonomische Arbeitsbedingungen von Pflegern und Therapeuten müssen auch Niedrigbetten auf eine Höhe von mindestens 65 cm, üblicherweise 80 cm, verfahrbar sein.

## Konzept
Die abgesenkte Liegefläche von Niedrigbetten soll das Verletzungsrisiko von Stürzen aus dem Bett reduzieren. Zugleich ermöglicht sie einen weitgehenden Verzicht auf freiheitseinschränkende Maßnahmen wie Seitengitter, Fixierung oder Sedierung. Damit erfüllt das Niedrigbett die Vorgaben des Bundesgerichtshofs, nach denen pflegebedürftige Menschen nicht ihrer Freiheit beraubt werden dürfen ebenso wie die Forderungen des sogenannten „Werdenfelser Weges“, nach denen betreuungsrechtlich ggf. gebotene Freiheitsbeschränkungen auf ein Mindestmaß beschränkt werden sollen. 
Als Sonderausstattung sind Sicherungsmaßnahmen wie beispielsweise geteilte absenkbare Seitengitter üblich. Sie können bei Bedarf das subjektive Geborgenheitsgefühl des Bewohners stärken und haben ihre Berechtigung, soweit sie nicht als einschränkend wahrgenommen werden. Nur teilweise abgesenkt können sie auch als Haltegriff beim zu Bett gehen oder Aufstehen fungieren.
Niedrigbetten sind grundsätzlich für alle Nutzer geeignet. Sie werden häufig bei motorisch unruhigen Patienten in der geriatrischen und pädiatrischen Pflege zur Sturzfolgen-Prävention eingesetzt. 
Die motorische Höhenverstellung der Liegefläche ermöglicht dabei auch das Einstellen einer exakt auf die Körpermaße angepassten Bettenhöhe, um Menschen mit eingeschränkter Mobilität den Ein- und Ausstieg aus dem Bett zu erleichtern.